# Хода п'яниці
Хода п'яниці (англ. Drunkard's Walk) — науково-фантастичний роман американського письменника Фредеріка Пола, вперше опублікований у 1960 році.

## Зміст
У перенаселеному світі кінця XXI століття, професор математики Конут бореться з несвідомими спробами вчинити самогубство. Спочатку за ним наглядають його колеги, а потім і молода дружина.
Наприкінці роману розкривається змова мутантів з геном безсмертя, які завдяки профілактичній медицині XX століття дійсно стали жити вічно і з часом освоїли телепатію.
Конут став їхньою мішенню, оскільки планував застосувати до даних перепису населення свій новий математичний метод, який би викрив існування безсмертних.
Зрештою Конут виявляє, що алкоголь блокує телепатичне навіювання.
Тоді безсмерті пробують телепатично заблокувати рятувальні служби і поширити небезпечну епідемію, щоб різко зменшити кількість населення і відкинути його у розвитку.
Конут з друзями організовує протидію їхнім планам не виходячи із стану сп'яніння.